# Billy Boyle
Billy Boyle (* 24. Februar 1945 in Dublin) ist ein irischer Theater- und Filmschauspieler sowie Sänger.

## Leben
Boyle wurde am 24. Februar 1945 in Dublin geboren. Er begann Mitte der 1960er Jahre als Theaterschauspieler an verschiedenen Bühnen in London. 1968 wirkte er in fünf Episoden der Fernsehserie Jackanory mit. Größere Serienrollen hatte er von 1979 bis 1980 in der Fernsehserie The Basil Brush Show in 22 Episoden als Mr. Billy, von 1987 bis 1989 in The Bretts in 16 Episoden als Hegarty und 1993 in EastEnders in 12 Episoden als Danny Taurus. Größere Filmrollen hatte er 1975 in Barry Lyndon sowie in Grizzly II: Revenge, der 1983 gedreht wurde, aber erst 2020 veröffentlicht wurde.

## Filmografie (Auswahl)
- 1968: Jackanory (Fernsehserie, 5 Episoden)
- 1970: Groupie Girl
- 1975: Barry Lyndon
- 1975: Side by Side
- 1977: Mr. Big (Fernsehserie, Episode 1x06)
- 1978: Life at Stake (Fernsehserie, Episode 1x04)
- 1978: Die Profis (The Professionals, Fernsehserie, Episode 2x08)
- 1979–1980: The Basil Brush Show (Fernsehserie, 22 Episoden)
- 1980: Thursday Play Date (Fernsehserie)
- 1983: Im Wendekreis des Kreuzes (The Scarlet and the Black) (Fernsehfilm)
- 1984: Kelly Monteith (Fernsehserie, 3 Episoden)
- 1985: Wildgänse 2 (Wild Geese II)
- 1987–1989: The Bretts (Fernsehserie, 16 Episoden)
- 1989: Dead Bang – Kurzer Prozess (Dead Bang)
- 1991: Parnell & the Englishwoman (Mini-Serie, Episode 1x01)
- 1991: Screen Two (Fernsehserie, Episode 8x01)
- 1993: EastEnders (Fernsehserie, 12 Episoden)
- 1996: Father Ted (Fernsehserie, Episode 2x11)
- 1996: The Bill (Fernsehserie, Episode 12x48)
- 1999: Shergar – Das Rennpferd (Shergar)
- 2003–2015: Doctors (Fernsehserie, 3 Episoden)
- 2004: Holby City (Fernsehserie, Episode 7x03)
- 2008: Coronation Street (Fernsehserie, 2 Episoden)
- 2010: The Bill (Fernsehserie, Episode 26x20)
- 2010: Dirk Gently (Fernsehserie)
- 2010: Round Ireland with a Fridge
- 2011: Into the Woods
- 2011: Lead Balloon (Fernsehserie, Episode 4x03)
- 2012: Die Borgias (The Borgias, Fernsehserie, Episode 2x10)
- 2016: A United Kingdom – Ihre Liebe veränderte die Welt (A United Kingdom)
- 2017: Follies: National Theatre Live
- 2020: Grizzly II: Revenge (Grizzly II: The Predator)
- 2021: Holby City (Fernsehserie, Episode 23x22)
- 2021: Ted Lasso (Fernsehserie, Episode 2x10)

## Theater (Auswahl)
- 1964–1965: Maggie May (Adelphi Theatre, London and Palace Theatre)
- 1968–1973: Canterbury Tales (Phoenix Theatre)
- 1969–1970: A Talent to Amuse (Phoenix Theatre)
- 1971–1987: No Sex, Please – We’re British (Garrick Theatre)
- 1974–1976: Billy (Theatre Royal)
- 1977–1978: The Magicalympical Games (Oxford Playhouse)
- 1991–1992: Some Like It Hot (Bristol Hippodrome, Opera House)
- 2001: Anything Goes (UK National Tour)
- 2008: The Pajama Game (Union Theatre)
- 2009–2010: Cinderella (The Capitol)
- 2010: Into the Woods ( Regent’s Park Open Air Theatre)
- 2016: Grey Gardens (Southwark Playhouse)
- 2017–2018:  Follies (Olivier Theatre)